# لويس ألبرتو هرنانديز
لويس ألبرتو هرنانديز (بالإسبانية: Luis Hernández Díaz)‏ (15 فبراير 1981 بليما في بيرو - ) هو لاعب كرة قدم بيروفي في مركز الوسط. شارك مع منتخب بيرو لكرة القدم. أما مع النوادي، فقد لعب مع أليانزا ليما والجامعي دي بيرو وسبورت وانكايو وكورونل بولوجنسي ونادي ميلغار أريكيبا وCobresol ‏ وسيزار فاليجو ‏ وColegio Nacional Iquitos ‏.

## وصلات خارجية
- لويس ألبرتو هرنانديز على موقع قاعدة بيانات كرة القدم.إي يو (الإنجليزية)
- لويس ألبرتو هرنانديز على موقع ناشيونال فوتبول تيمز (الإنجليزية)
- لويس ألبرتو هرنانديز على موقع Soccerway.com (الإنجليزية)